# Jakob Adlung
Jakob Adlung, auch Adelung, Aldung (* 14. Januar 1699 in Bindersleben bei Erfurt; † 5. Juli 1762 ebenda) war ein deutscher Organist, Komponist, Musikschriftsteller und Instrumentenbauer.

## Leben
Adlung war der Sohn eines Organisten und Schuldieners, erhielt seine musikalische und wissenschaftliche Ausbildung in Erfurt und studierte ab 1723 in Jena Philologie und Theologie. Als Magister kehrte er nach Erfurt zurück und nahm 1727, als Nachfolger von Johann Heinrich Buttstett, die Organistenstelle an der Predigerkirche an. Nebenbei war Adlung auch als Klavierbauer tätig.
Neben seiner Organistenstelle lehrte er 1741 zusätzlich am Ratsgymnasium in Erfurt sowie an der dortigen Universität. Ab 1755 war er Mitglied der Akademie der nützlichen Wissenschaften in Erfurt.
Die Schriften Jakob Adlungs gelten für die Musikgeschichte insbesondere der Bachzeit als sehr aufschlussreich. Seine Enzyklopädie der Orgelkunde Musica mechanica organoedi (begonnen 1726) ist eine der wichtigsten Quellen für den Orgelbau der Barockzeit. Als Komponist schrieb er vorwiegend Musikstücke für die Orgel.

## Schriften
- Anleitung zu der musikalischen Gelahrtheit. Jungnicol, Erfurt 1758, (Digitalisat).
- Musikalisches Siebengestirn. Das ist: Sieben zu der edlen Tonkunst gehörige Fragen. Friedrich Wilhelm Birnstiel, Berlin 1768, (Digitalisat).
- Musica Mechanica Organoedi. Das ist: Gründlicher Unterricht von der Struktur, Gebrauch und Erhaltung, etc. der Orgeln, Clavicymbel, Clavichordien und anderer Instrumente, in so fern einem Organisten von solchen Sachen etwas zu wissen nöthig ist. 2 Bände. Friedrich Wilhelm Birnstiel, Berlin 1768, (Digitalisate: Band 1; Band 2).